# Clifford Brown
Clifford Brown (Wilmington, 30 de octubre de 1930 - Pensilvania, 26 de junio de 1956) fue un trompetista estadounidense de jazz. 
Fallecido en accidente de tráfico a los 25 años, Brown, no obstante, es una de las figuras más destacables del bebop y del hardbop, a la altura de otros trompetistas como Miles Davis y Dizzy Gillespie. La trompeta de Clifford Brown tiene un fuerte tono cálido, con perceptibles reminiscencias del bop de Fats Navarro, y un maduro sentido de la improvisación: Brown es inventivo tanto en las baladas melódicas como en las más exigentes jam sessions.

## Biografía
Comenzó a tocar la trompeta a los 15 años y hacia 1948 ya estaba tocando de forma habitual en Filadelfia. Fats Navarro fue su principal influencia. Tras un año en la Maryland State University, sufrió un grave accidente de coche en junio de 1950 que le dejó fuera de juego durante un año. En 1952, Brown hizo su grabación de debut con el Chris Powell's Blue Flames, un grupo de R&B. Al año siguiente, estuvo con Tadd Dameron, donde coincidió con el saxo Benny Golson y de agosto a diciembre con la big band de Lionel Hampton, haciendo una gira por Europa, donde lideró varias sesiones de grabación con el saxofonista y compositor Gigi Gryce. 
A comienzos de 1954, grabó algunos solos en Birdland con el quinteto de Art Blakey (la banda que precedió a los Jazz Messengers) y a mediados de año formó un quinteto con el batería Max Roach. Considerada como una de los primeros combos de hard bop, el grupo duró hasta la muerte de Brown, contando con Harold Land (y más tarde con Sonny Rollins) en el saxo tenor y grabando varios discos para la compañía Emarcy. Solo horas antes de su muerte, Brown participó en una jam session en Filadelfia, que fue grabada.
Falleció en junio de 1956 en un accidente automovilístico, junto al pianista del quinteto, Richie Powell (hermano menor de Bud Powell) y a la esposa de este. Cuando se enteró de su muerte, Benny Golson compuso una emotiva canción de homenaje titulada "I Remember Clifford" que se ha convertido en uno de los estándars de jazz más conocidos.
La influencia de Clifford Brown sobre los trompetistas de jazz de la segunda mitad del siglo XX es enorme y, salvo en los casos de los trompetistas de la escuela cool, y de sus antecesores, como Kenny Dorham o Dizzy Gillespie, todos tienen una deuda con él. Incluso en las grabaciones de 1952 y 1953 de Miles Davis, se advierten ecos del estilo de Brown. La lista de los derivados de Clifford Brown es muy extensa; los más célebres son Lee Morgan, Carmell Jones, Donald Byrd, Freddie Hubbard, Blue Mitchell y Louis Smith. Su influencia en el jazz de las últimas décadas del siglo XX y en el XXI es evidente en Wynton Marsalis, Terence Blanchard, Nicholas Payton y Roy Hargrove. Hasta Tom Harrell, cuyo estilo parece alejado del de Brown, ha reconocido el influjo.

## Discografía

### Como líder o colíder
- New Star On The Horizon (Blue Note 5032 [10" LP], 1953) - sexteto con Gigi Gryce, Charlie Rouse y John Lewis
- Clifford Brown Quartet (Blue Note 5047 [10" LP], rec. 1953 in Paris; rel. 1954)
- Memorial Album (Blue Note 1526, 1953; rel. 1956; CD reissue: Blue Note/Capitol-EMI 32141, rel. 2001)
- Clifford Brown And Art Farmer With The Swedish All Stars (Prestige 167 [10" LP], 1953)
- Memorial (Prestige 7055, 1953; rel. 1955; CD reissue: OJC-Fantasy 017, rel. 1990)
- Clifford Brown Quartet In Paris (Prestige 7761, 1953)
- Clifford Brown Sextet In Paris (Prestige 7794, 1953)
- Clifford Brown Big Band In Paris (Prestige 7840, 1953)
- Max Roach and Clifford Brown In Concert (Gene Norman Presents Vol. 5 [10" LP], 1954) - Con Teddy Edwards y Carl Perkins
- Max Roach and Clifford Brown In Concert (Gene Norman Presents Vol. 7 [10" LP], 1954) - Con Harold Land y Richie Powell
- The Best Of Max Roach and Clifford Brown In Concert (Gene Norman Presents GNP-18 [12" LP], rel. 1956)
- Clifford Brown Ensemble (Pacific Jazz LP-19 [10" LP], 1954) - septeto con Stu Williamson, Zoot Sims, Bob Gordon y Russ Freeman
- Clifford Brown: Jazz Immortal (Pacific Jazz PJ-3, 1954; rel. 1955; CD reissue: Pacific Jazz/Capitol-EMI 32142 [remastered Rudy Van Gelder edition], rel. 2001)
- Clifford Brown & Max Roach (EmArcy 26043 [10" LP], 1954; EmArcy 36036 [12" LP], rel. 1955)
- Jam Session (EmArcy 36002, 1954) - Con Clark Terry, Maynard Ferguson y Herb Geller
- Clifford Brown with Strings (EmArcy 36005, 1955)
- Brown and Roach Incorporated (EmArcy 36008, 1954; rel. 1955)
- Study in Brown (EmArcy 36037, 1955)
- Best Coast Jazz (EmArcy 36039, 1954; rel. 1955)
- Clifford Brown and Max Roach at Basin Street (EmArcy 36070, 1956)
- Clifford Brown All Stars (EmArcy 36102, 1954; rel. 1956)
- Daahoud (Mainstream 386, 1954; rel. 1972)
- The Beginning And The End (Columbia, rel. 1973) - nota: contiene material de 1952 con Chris Powell and His Blue Flames

### Compilaciones
- Alone Together: The Best of the Mercury Years (Verve, 1954-60 [1995])

### Como sideman
Con Tadd Dameron
- A Study In Dameronia (Prestige 159 [10" LP], 1953)

Con J.J. Johnson
- Jay Jay Johnson With Clifford Brown (Blue Note 5028 [10" LP], 1953)
- The Eminent J. J. Johnson Volume 1 (Blue Note 1505, rel. 1955)

Con Lou Donaldson
- Lou Donaldson/Clifford Brown: New Faces-New Sounds (Blue Note 5030 [10" LP], 1953)

Con Art Blakey
- A Night at Birdland Vol. 1 (Blue Note 5037 [10" LP], 1954)
- A Night at Birdland Vol. 2 (Blue Note 5038 [10" LP], 1954)
- A Night at Birdland Vol. 3 (Blue Note 5039 [10" LP], 1954)
- A Night at Birdland Vol. 1 (Blue Note 1521, rel. 1955)
- A Night at Birdland Vol. 2 (Blue Note 1522, rel. 1955)

Con Gigi Gryce
- Gigi Gryce/Clifford Brown Sextet (Blue Note 5048 [10" LP], rec. 1953 in Paris; rel. 1954)
- Gigi Gryce And His Big Band, Vol. 1 (Blue Note 5049 [10" LP], rec. 1953 in Paris; rel. 1954)
- Gigi Gryce And His Little Band, Vol. 2 (Blue Note 5050 [10" LP], rec. 1953 in Paris; rel. 1954)

Con Dinah Washington
- Dinah Jams (EmArcy 36000, 1954)

Con Sarah Vaughan
- Sarah Vaughan with Clifford Brown (EmArcy 36004, 1954; rel. 1955)

Con Helen Merrill
- Helen Merrill (EmArcy 36006, 1954; rel. 1955)

Con Sonny Rollins
- Sonny Rollins Plus 4 (Prestige 7038, 1956)

### Antologías
- The Complete EmArcy Recordings Of Clifford Brown (Verve-Universal, 2013 [UPC: 600753422526]; 10-CD set)
- Brownie Speaks: The Complete Blue Note Albums (Blue Note-UMe B0020657 02, 2014 [UPC: 602537816125]; 3-CD set)